# Outotec

Företagets logotyp.

Outotec var ett finländskt företag som tillhandahöll tjänster för metall- och gruvnäringen. Företaget var fram till 2006 en del av företaget Outokumpu Abp. Fram till 2007 hette företaget Outokumpu Technology.
År 2020 fusionerades Outotec och Metso Minerals till det nya företaget Metso Outotec.